# علم إثيوبيا

العلم التقليدي لإثيوبيا (بدون الختم) يستخدمه الراستافاريون أيضًا. ومع ذلك، فإن اللون الأخضر البسيط والأصفر والأحمر يمثل علم العصر الإمبراطوري لعرقية الأمهرة

اعتمد علم إثيوبيا في 6 فبراير 1996. ويحتوي العلم على ألوان القومية الأفريقية وهي: «الأخضر والأصفر والأحمر».

## معاني رموز العلم الإثيوبي

### ألوان العلم
- الأخضر: يرمز إلى العمل والتنمية والخصوبة.

- الأصفر: يرمز إلى المسيحية الأرثوذكسية الإثيوبية.

- الأحمر: يرمز إلى الدماء الأفريقية التي أريقت دفاعاً عن الوطن.

### شعار النبالة
- النجمة الخماسية الصفراء على القرص الأزرق: تمثل «مستقبل إثيوبيا الزاهر» وقد يكون لشعار النبالة الإثيوبي علاقة مباشرة بالنبي سليمان عليه السلام.
- الشعاع الأصفر المتساوي البعد: يمثل «المساواة بين الإثيوبيين بغض النظر عن العرق أو الدين أو الجنس».

## أعلام تاريخية

علم الإمبراطورية الإثيوبية مابين عامي 1270-1897.
علم الإمبراطورية الإثيوبية مابين عامي 1897-1914.
علم الإمبراطورية الإثيوبية مابين عامي 1914-1936.
علم مستعمرة شرق أفريقيا الإيطالية مابين عامي 1936-1941 إبان حقبة الحرب العالمية الثانية.
علم الإمبراطورية الإثيوبية تحت حكم هيلا سيلاسي مابين عامي 1941-1974.
علم إثيوبيا تحت حكم أمها سيلاسي مابين عامي 1974-1975.
علم إثيوبيا تحت حكم الديرغ مابين عامي 1975-1987.
علم جمهورية إثيوبيا الشعبية الديمقراطية مابين عامي 1987-1991.
العلم الرسمي لحكومة إثيوبيا المؤقتة مابين عامي 1991-1996.
علم حكومة إثيوبيا المؤقتة مابين عامي 1992-1996.
علم جمهورية إثيوبيا الفيدرالية الديمقراطية مابين عامي 1996-2009.